# Schore (Pays-Bas)
Pour les articles homonymes, voir Schore.
Schore est un petit village de la commune néerlandaise de Kapelle, sur la presqu'île de Zuid-Beveland.
Au cours de la Seconde Guerre mondiale, le village a été lourdement endommagé. Ainsi, une église entièrement nouvelle a dû être bâtie. La mairie a aussi été ravagée.
À cause de cela, la commune de Schore, jusqu'alors indépendante, a cessé d'exister et a fusionné avec la commune voisine de Kapelle en 1941.
Pour les commodités comme le supermarché et le médecin, le village a surtout recours à la localité proche de Hansweert.

## Personnalité native de Schore
- Jo de Roo, coureur cycliste.